# Umijeće ratovanja
Umijeće ratovanja (kineski 孫子兵法 Sūn Zǐ Bīng Fǎ) je kineski vojni traktat koji je u 6. st pr. Kr. napisao Sun Cu. Sastoji od 13 poglavlja, svako od kojih je posvećeno jednom aspektu ratovanja. Dugo je vremena slovilo kao najbolje djelo vojne strategije i taktike svojeg vremena. 
Umijeće ratovanja se smatra jednom od najstarijih i najutjecajnijih vojnih knjiga na svijetu. Sun Cu je bio prvi mislilac koji je shvatio značenje položaja u strategiji te da na položaj utječu kako objektivne okolnosti fizičke okoline tako i subjektivno mišljenje protivnika u toj okolini. Prepoznao je da strategija nije planiranje u smislu popisa postupaka, nego da zahtijeva brze i odgovarajuće odgovore na promjene okolnosti. Planiranje djeluje u kontroliranoj okolini, ali u kompetitivnoj okolini planovi se sudaraju stvarajući nepredviđene situacije.
Knjiga je u zapadnom svijetu prvi put objavljena godine 1782. u prijevodu francuskog jezuita Jeana Josepha Marie Amiota, na čemu neki temelje teorije da je utjecala na Napoleona, ali i na planiranje Zaljevskog rata. Vođe kao što su su Mao Zedong, general Vo Nguyen Giap i general Douglas MacArthur su tvrdili da su pronašli nadahnuće u tom djelu. 
Umijeće ratovanja se primjenjuje i na poslovne i menadžerske strategije.

## Vanjske poveznice
- The Art of War  Arhivirana inačica izvorne stranice od 6. listopada 2011. (Wayback Machine) free mp3 audio download from ThoughtAudio.com
- Art of War - English translation with embedded audio.
- Free Sun Tzu E  Arhivirana inačica izvorne stranice od 7. srpnja 2013. (Wayback Machine), Free e-book PDF
- The Art of War Online English Version[neaktivna poveznica]